# Ginko Abukawa-Chiba
Ginko Abukawa-Chiba (虻川-千葉 吟子), née le 25 février 1938 dans la préfecture d'Akita, est une gymnaste artistique japonaise.

## Palmarès

### Jeux olympiques
- Tokyo 1964
  -  médaille de bronze au concours par équipes

### Championnats du monde
- Prague 1962
  -  médaille de bronze au concours par équipes